# گروه فلسفه دانشگاه شهید بهشتی
گروه فلسفهٔ دانشگاه شهید بهشتی (دانشگاه ملی سابق) از گروه‌های آموزشی دانشکده ادبیات و علوم انسانی دانشگاه شهید بهشتی است که در سال ۱۳۴۷ به‌دست شرف‌الدین خراسانی بنیاد نهاده شد. این گروه به‌طور کلی در حوزهٔ «فلسفهٔ محض» و ذیل سه گرایش «فلسفهٔ یونان و قرون وسطا»، «فلسفهٔ جدید و معاصر» و «فلسفهٔ اسلامی» فعالیت می‌کند.

## تاریخچه

### از تأسیس تا انقلاب فرهنگی
شرف‌الدین خراسانی پس از اخذ مدرک دکترای فلسفهٔ خود از دانشگاه کمبریج، حوالی سال ۱۳۴۳ به ایران بازگشت و در دانشگاه ملی (شهید بهشتی لاحق) به تدریس پرداخت. دو سال بعد گروه فلسفه را در دانشکدهٔ ادبیات دانشگاه ملی بنیان گذاشت و از سال ۱۳۴۶ تا بهمن ۱۳۵۹ مدیر این گروه بود و استادانی را در آن گروه گردآورد که سال‌ها بعد خود از نام‌آوران شدند. او پس از انقلاب فرهنگی و بازگشایی دانشگاه‌ها در ۱۳۶۲ نخست از تدریس منع شد، پس از او ریاست گروه به محمدعلی شیخ واگذار شد. نهایتاً در سال ۱۳۶۵، حکم شورای دانشگاه مبنی بر بازنشتگی پیش از موعد، به زندگی دانشگاهی او پایان داد. او در فاصلهٔ کوتاهی با سمت مشاور عالی علمی به مرکز دایرةالمعارف بزرگ اسلامی دعوت شد.

### تألیف کتب
در این گروه تا کنون تألیف کتبی در زمینهٔ تاریخ فلسفهٔ یونان و معاصر توسط شرف‌الدین خراسانی، در زمینهٔ فلسفهٔ آلمان و ایدئالیسم آلمانی توسط ابوالقاسم ذاکرزاده، در حوزهٔ پدیدارشناسی و فلسفهٔ پست‌مدرن توسط عبدالکریم رشیدیان، و تاریخ فلسفهٔ قرون وسطا توسط محمد ایلخانی انجام گرفته است.

## اعضای هیئت علمی

### اعضای حاضر
- حسین واله[۹]
- اصغر واعظی
- سیدمحمدحسن آیت‌الله‌زادهٔ شیرازی
- احمد عسگری[۱۰]
- مرتضی نوری
- امیرحسین ساکت[۱۱]
- علی یوسفی هریس
- نیره سادات میرموسی

### اعضای پیشین
- شرف‌الدین خراسانی
- محمدعلی شیخ
- ابوالقاسم ذاکرزاده
- سهراب علوی‌نیا[۱۲]
- غلامرضا اعوانی[۱۳]
- منوچهر صانعی دره‌بیدی
- عبدالکریم رشیدیان
- نصرالله حکمت[۱۴]
- غلامحسین عمادزاده
- سیدحسن احمدی
- محمدسعید حنایی کاشانی
- محمد ایلخانی[۱۵]
- احمد علی‫ اکبر مسگری

## دانش‌آموختگان
- مسعود علیا
- حسن فتح‌زاده[۱۶]
- محمد اصغری[۱۷]
- محمود صوفیانی[۱۸]
- بهنام اکبری[۱۹]
- عادل مشایخی[۲۰]
- لیلا کوچک‌منش[۲۱]
- عارف دانیالی[۲۲][۲۳]